# Kane Rocks
Le Kane Rocks (in lingua inglese: rocce di Kane) sono una dorsale con andamento est-ovest, lunga 6 km, che rappresenta una cresta rocciosa in posizione mediana tra il Ghiacciaio Koski e il Ghiacciaio Vandament. Fanno parte del Dominion Range, catena montuosa che fa parte dei Monti della Regina Maud, in Antartide.
La denominazione è stata assegnata dal Comitato consultivo dei nomi antartici (US-ACAN) in onore di Henry Scott Kane, studioso di raggi cosmici dell'United States Antarctic Research Program (USARP) presso la Base Amundsen-Scott nell'inverno del 1964, nonché partecipante alle due traversate polari della Terra della Regina Maud denominate South Pole—Queen Maud Land Traverse I e II, del 1964–65 e 1965–66.